# St. Andreas (Frankenried)

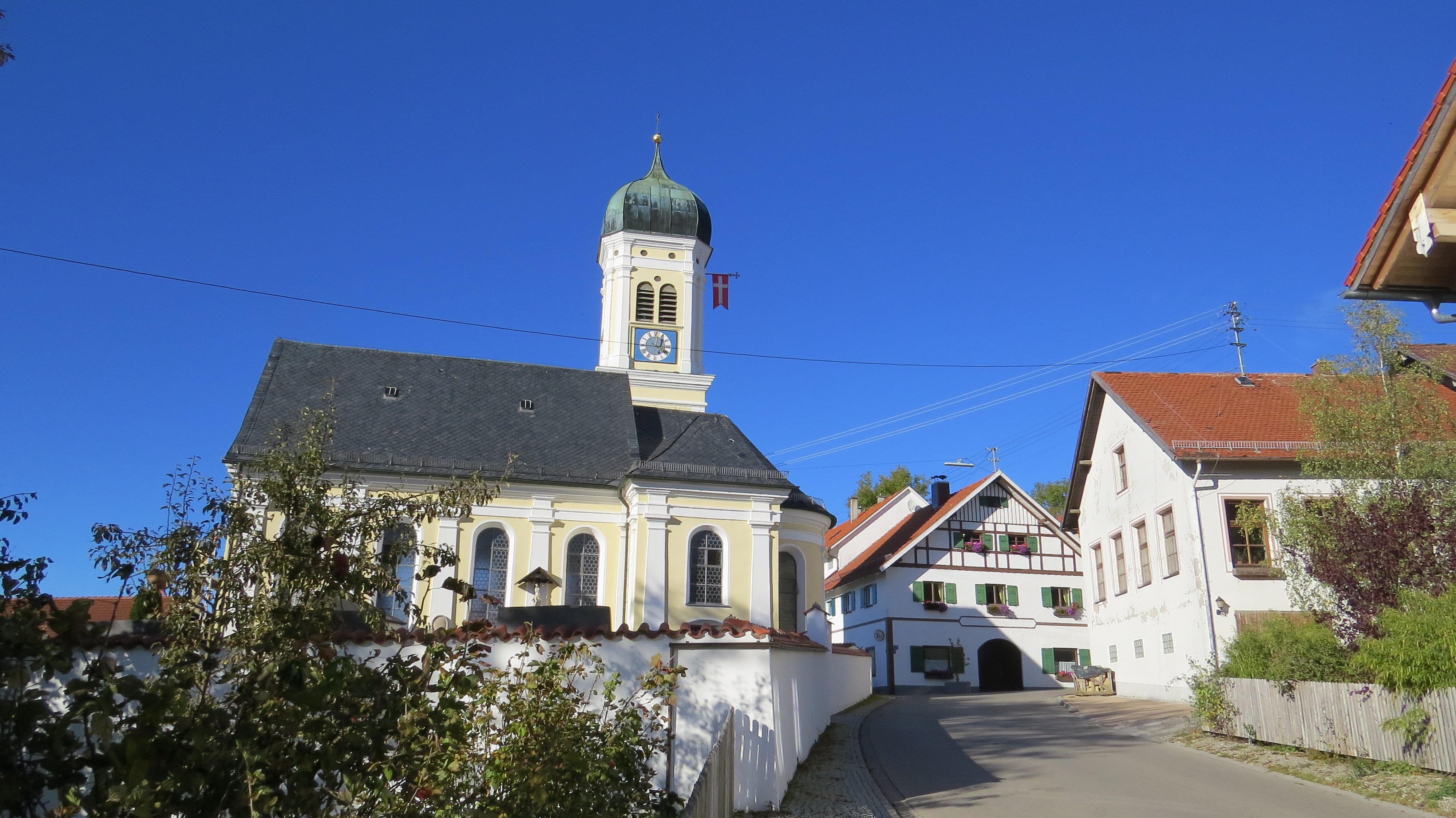
St. Andreas in Frankenried

St. Andreas ist die römisch-katholische Pfarrkirche  in Frankenried, einem Gemeindeteil von Mauerstetten im schwäbischen Landkreis Ostallgäu in Bayern. Das denkmalgeschützte Bauwerk ist in der Liste der Baudenkmäler in Mauerstetten unter der Nr. D-7-77-152-11 eingetragen. Die Kirche gehört zum Dekanat Kaufbeuren des Bistums Augsburg.

## Beschreibung
Das im Kern spätgotische Langhaus der Saalkirche wurde 1709 nach Westen verlängert, als der eingezogene Chor mit Fünfachtelschluss im Osten angebaut, die Sakristei an der Südwand des Chors errichtet, die unteren Geschosse des Chorflankenturms an der Nordwand des Chors mit einem Geschoss mit Pilastern an den Ecken, das die Turmuhr und den Glockenstuhl beherbergt, aufgestockt, und mit einer Zwiebelhaube bedeckt wurde. 
Der Innenraum des Langhauses ist mit einem Stichkappengewölbe überspannt. Die Deckenmalerei im Chor wurde 1856 von Andreas Mayr gestaltet, die im Langhaus 1888 von Josef Zenker. Der Stuck in der Sakristei wurde ursprünglich Joseph Schmuzer zugeschrieben. Die 1901 von H. Koulen & Sohn gebaute Orgel wurde 1991 durch eine Orgel des Orgelbauers Offner ersetzt.